# Козаков Ігор Володимирович
Ігор Володимирович Козаков, (нар. 16 жовтня 1968 року, Херсон) — український політик, народний депутат України V скликання, перший заступник Херсонського міського голови з 2016 по 2020 рік. На даний час — військовослужбовець. Безпартійний.

## Освіта
1985—1991  — Херсонський сільськогосподарський інститут ім. О. Д. Цюрупи, спеціальність «Економіка та організація сільського господарства».
2003—2006 — Одеський регіональний інститут державного управління Національної академії державного управління при Президентові України, спеціальність «Державне управління».
2008—2009 — Приватний вищий навчальний заклад Міжнародний університет бізнесу і права, спеціальність «Менеджмент організацій».

## Біографія
1987–1989 — служба в армії.
З 1992 по 1995 рік працював економістом, головним економістом колективного агроторгівельного підприємства «Славутич».
З 1995 — заступник директора «Агрозбутсервіс».
З 1998 — головний економіст, начальник планово-економічного відділу Херсонського винзаводу.
З 1999 по 2002 рік — начальник експлуатації адмінбудинків Державної податкової адміністрації України у Херсонській області.

## Політична діяльність
З 2002 — член ГО «Наше місто — наш дім».
З 2002 по 2006 рік займав посаду заступника Херсонського міського голови з питань діяльності виконавчих органів ради, начальника управління комунальної власності.
З 2006 по 2007 рік — народний депутат України V скликання. Голова підкомітету з питань регулювання трудових відносин та зайнятості населення Комітету з питань соціальної політики та праці (з липня 2006).
Захоплення: теніс, футбол.

## Родина
Одружений, дружина Оксана Георгіївна (1971), донька Ганна (1990) та онук.